# Kolunjärvi
Kolunjärvi är en sjö i Finland. Den ligger i kommunen Pielavesi i landskapet Norra Savolax, i den centrala delen av landet, 400 km norr om huvudstaden Helsingfors. Kolunjärvi ligger 130,8 meter över havet. I omgivningarna runt Kolunjärvi växer i huvudsak blandskog. Den är 2 meter djup. Arean är 1,83 kvadratkilometer och strandlinjen är 10,29 kilometer lång. Sjön  ingår i Kymmene älvs huvudavrinningsområde. 